# Seweryn Horoch (ziemianin)
Seweryn Horoch, pierw. Horroch herbu Trzy Pióra (zm. 22 grudnia 1882) – polski baron, ziemianin.

## Życiorys
Wywodził się z I linii rodu Horochów herbu Trzy Pióra bądź herbu własnego, pierwotnie pochodzącego z ziemi chełmskiej, osiadłego na Rusi Czerwonej w Galicji, który otrzymał tytuł baronowski w Cesarstwie Austrii 15 lutego 1791, przyznany w Królestwie Polskim w 1823 i potwierdzony w Imperium Rosyjskim 5 sierpnia 1844. Był synem Józefa z Moraniec (członek Stanów Galicyjskich) i Aleksandry ze Skarbków Borowskich herbu Abdank. Miał brata Wacława i siostrę Matyldę (ur. 1829, żona br. Adama Komorowskiego). Pierwotnie używał formy nazwiska „Horroch”.
W drugiej połowie XIX wieku był właścicielem dóbr ziemskich Morańce oraz Broszki i Przedborze (wzgl. Przedworze).
Był czynnym członkiem C. K. Galicyjskiego Towarzystwa Gospodarskiego we Lwowie (mianowany 21 stycznia 1848) i C. K. Towarzystwa Rolniczego w Krakowie. Przez wiele lat do końca życia sprawował stanowisko prezesa wydziału okręgowego Gródek-Jaworów C. K. Galicyjskiego Towarzystwa Kredytowego Ziemskiego. Od około 1870 do około 1875 był członkiem C. K. Powiatowej Komisji Szacunkowej w Jaworowie.
Po ustanowieniu autonomii galicyjskiej (1867) jako posiadacz Moraniec wybierany z grupy większych właścicieli ziemskich i był członkiem Rady c. k. powiatu jaworowskiego oraz pełnił funkcję prezesa (marszałka) wydziału powiatowego do około 1877, po czym wybrany ponownie do Rady od około 1877 pełnił funkcję członka wydziału do końca życia.
W 1853 poślubił Marię wzgl. Wandę Rozwadowską herbu Trąby (córka Władysława Rozwadowskiego). Zmarł 22 grudnia 1882.